# アントン・ヨハネス・ゲールツ

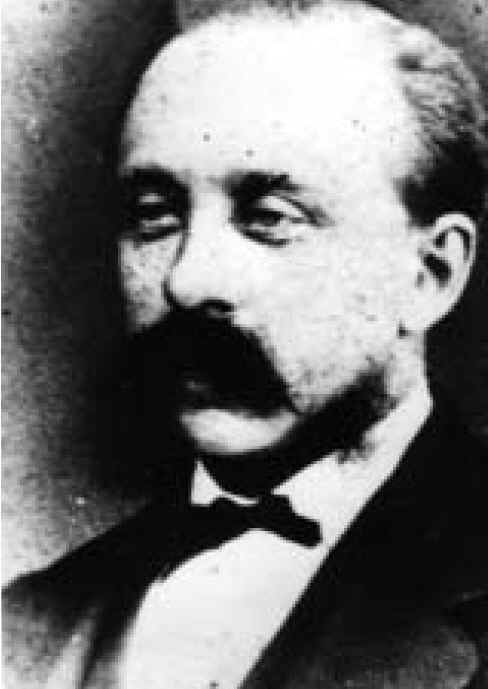
A・J・C・ゲールツ

アントン・ヨハネス・コルネリス・ゲールツ（Anton Johannes Cornelis Geerts、1843年3月20日 - 1883年8月15日）は、オランダの薬学者。日本薬局方の草案を起草するなど近代日本の薬事行政、保健衛生の発展に貢献した。なお、ゲールツはドイツ語読みであり、オランダ語読みではヘールツ。

## 生涯

### 来日・司薬場開設
ゲールツは、オランダのオウデンダイク（Oudendijk）の薬業家に生まれた。薬学、理化学、植物学に精通していたゲールツは陸軍薬剤官となり、ユトレヒトの陸軍医学校で教鞭をとっていた。1869年（明治2年）7月、ゲールツが26歳のとき、日本政府の招請により来日し、長崎医学校（長崎大学医学部の前身）に着任し、予科の物理、化学、幾何学等の講義を担当する。当時の長崎医学校は長與專齋が学頭を務め、オランダ人医師マンスフェルトが教頭と付属病院の医師を兼務していた。
1873年（明治6年）、長崎税関の委嘱により輸入キニーネの分析を行ったゲールツは、鑑定報告に添えて粗悪な輸入薬品の取締りと薬品試験所の必要性を訴える意見書を長崎税関長に提出し、長崎税関長がこれを政府に取り次いだ。岩倉使節団の一員として渡欧し、帰国後は文部省医務局長に就任していた長與專齋はゲールツの意見をとりあげ、1874年（明治7年）3月27日、東京日本橋馬喰町に、永松東海を場長、ドイツ人のマルティンを監督として東京司薬場を開設し、薬品試験業務が開始された。この司薬場が後の国立衛生試験所（現・国立医薬品食品衛生研究所）の源流となる。ゲールツは1875年（明治8年）2月に設置された京都司薬場の薬品試験監督に任命され、また、同じ構内にあった京都舎密局で薬学講習を行った。なお、京都司薬場は同時期に設置された大阪司薬場に近かったため1876年（明治9年）に廃止され、長崎と横浜に司薬場が設置されることになった。ゲールツは1877年（明治10年）5月、当時輸入薬品が大量に取引されていた横浜に開設された横浜司薬場の薬品試験監督に任命される
。
その後、1877年から1879年（明治12年）にかけ、日本でコレラが大流行した際、伝染病予防規則の制定を促すなど衛生行政の基礎確立に寄与した。

### 薬局方草案
司薬場での主な業務は薬品試験であるが、当時日本には国定の薬局方が存在せず他国の複数の薬局方を基準としていたため混乱が生じていた。1875年（明治8年）、内務省衛生局長であった長與專齋は日本薬局方の必要性を考え、京都司薬場監督であったゲールツと大阪司薬場のオランダ人教師のドワルスに日本薬局方草案を作成させ、局方制定のための準備を進めた。ゲールツとドワルスは『第1版オランダ薬局方』（1851年刊）を参考に草案をまとめ、1877年（明治10年）に長與に提出した。この草案は、収載薬品は604品目、製剤総則8項目、付表17種、索引などで構成されており、生薬名が漢字で記載されていること、西洋生薬と成分・薬効が類似する日本産生薬を代用薬として解説していることなどの特徴があった。ゲールツ自筆のこの草稿は、現在、国立医薬品食品衛生研究所の図書館に保管されている。
1880年（明治13年）10月、長與は内務卿・松方正義に日本薬局方の必要性を建議する。この建議を経て1881年（明治14年）1月、日本薬局方編集委員が任命される。ゲールツは、長與や陸軍軍医総監・松本順、海軍軍医総監・戸塚文海らとともに編集委員に任命される。
当初、日本薬局方の編集にはゲールツとドワルスの草案を原案として採用される予定であった。しかし、明治政府がドイツ医学を採用したことや、『第2版オランダ薬局方』『第1版ドイツ薬局方』『第5版アメリカ薬局方』などが1871年（明治4年）から1873年（明治6年）にかけて刊行されたことから最終的には採用に至らず、改めてこれら諸外国の薬局方を参考に、委員全員が理解できるドイツ語で草稿を作成し直すこととなった。ゲールツが中心となりドイツ語で草稿を作成し、柴田承桂が日本語に翻訳するという作業が繰り返された。ゲールツは1886年（明治19年）の初版「日本薬局方」の公布を待たず、1883年（明治16年）8月15日に横浜で腸チフスにより急逝する。
現在、横浜外国人墓地に妻のきわとともに眠っており、墓碑を神奈川県薬剤師会が管理している。また国立医薬品食品衛生研究所（川崎庁舎）の正門脇に記念碑がある。

## 栄典
- 1883年（明治16年）8月14日 - 勲四等旭日小綬章[8]

## 家族
妻・山口きわ（1853年 - 1934年）。長崎生まれ（父・峰吉、母江口サヲ）。ゲールツとの間に6人の娘（アントニオ・つる、ベッチ、ヤコバ、ベルタミナ、他）を儲けた。
長女のつるは東京で『ビ・ド・パリ』という洋服店を営んでいたオランダ人と結婚。のちに離婚し、4人の子はつるがオーダーメードの洋装店を経営して育てたが、その末娘レティツィア・ジャコバ・ヴィヘルミナ・クリンゲン（横浜生まれ。オランダ国籍）は17歳でミラノに留学し、祖母の名から取った喜波貞子の芸名でオペラ歌手になる。

## 著作
- ゲルツ『日本温泉考』桑田知明輯訳、桑田知明、1880年
- Par A.J.C.Geerts,Les produits de la nature japonaise et chinoise.Partie inorganique et mineralogique.
（邦題：『新撰本草綱目』鉱物之部）, C.Levy,1878-1883
- 『ヘールツ 日本年報』（庄司三男訳、雄松堂出版「異国叢書」、1983年） ISBN 4-8419-0206-6